# Łódzka Spółdzielnia Mleczarska
„Jogo” – Łódzka Spółdzielnia Mleczarska — polska firma z siedzibą w Łodzi.

## Historia
Firma powstała w 1934 roku, spowodowana potrzebą ułatwienia rolnikom zbytu mleka. Pierwszy zakład produkcyjny rozpoczął działalność w 1936 w wydzierżawionych pomieszczeniach przy ul. Gdańskiej 126. Ofertę rynkową ŁSM stanowiło wówczas mleko, masło, śmietany i twarogi wytwarzane z ponad 2 milionów litrów skupionego mleka.
Obecnie firma liczy ok. 850 czynnych dostawców mleka, którzy oddają około 60 milionów litrów mleka. W ofercie ŁSM znajdują się m.in. mleka o różnej zawartości tłuszczu, śmietany, twarogi, twarożki, serki wiejskie, serki homogenizowane, desery, zsiadłe mleka, maślanki (naturalne i owocowe), kefiry, jogurty czy lody Bambino.